# Lemponye Tshireletso
Lemponye Tshireletso (sinh ngày 21 tháng 9 năm 1984) là một cầu thủ bóng đá người Botswana, hiện tại thi đấu cho Township Rollers FC và Đội tuyển bóng đá quốc gia Botswana tại Cúp bóng đá châu Phi 2012 ở vị trí tiền vệ.

## Sự nghiệp quốc tế

### Bàn thắng quốc tế
Tỉ số và kết quả liệt kê bàn thắng của Botswana trước.
| #   | Ngày                | Địa điểm                                               | Đối thủ      | Tỉ số | Kết quả | Giải đấu                                     |
| --- | ------------------- | ------------------------------------------------------ | ------------ | ----- | ------- | -------------------------------------------- |
| 1.  | 16 tháng 3 năm 2011 | Sân vận động Maun, Maun, Botswana                      | Namibia      | 1–1   | 1–1     | Giao hữu                                     |
| 2.  | 28 tháng 5 năm 2012 | Sân vận động Thế vận hội Atatürk, Istanbul, Thổ Nhĩ Kỳ | Iraq         | 1–1   | 1–1     | Giao hữu                                     |
| 3.  | 15 tháng 8 năm 2012 | Sân vận động Molepolole, Molepolole, Botswana          | Tanzania     | 1–1   | 3–3     | Giao hữu                                     |
| 4.  | 15 tháng 8 năm 2012 | Sân vận động Molepolole, Molepolole, Botswana          | Tanzania     | 2–2   | 3–3     | Giao hữu                                     |
| 5.  | 6 tháng 2 năm 2013  | Sân vận động Rufaro, Harare, Zimbabwe                  | Zimbabwe     | 1–1   | 1–2     | Giao hữu                                     |
| 6.  | 11 tháng 7 năm 2013 | Sân vận động Nkana, Kitwe, Zambia                      | Kenya        | 1–0   | 2–1     | Cúp COSAFA 2013                              |
| 7.  | 27 tháng 7 năm 2013 | Sân vận động Molepolole, Molepolole, Botswana          | Zambia       | 1–1   | 1–1     | Vòng loại Giải vô địch bóng đá châu Phi 2014 |
| 8.  | 30 tháng 9 năm 2013 | Sân vận động Quốc gia Botswana, Gaborone, Botswana     | Burkina Faso | 1–0   | 1–0     | Giao hữu                                     |
| 9.  | 1 tháng 7 năm 2014  | Sân vận động Quốc gia Botswana, Gaborone, Botswana     | Tanzania     | 2–1   | 4–2     | Giao hữu                                     |
| 10. | 14 tháng 7 năm 2014 | Sân vận động Quốc gia Botswana, Gaborone, Botswana     | Guiné-Bissau | 1–0   | 2–0     | Vòng loại Cúp bóng đá châu Phi 2015          |
| 11. | 14 tháng 7 năm 2014 | Sân vận động Quốc gia Botswana, Gaborone, Botswana     | Guiné-Bissau | 2–0   | 2–0     | Vòng loại Cúp bóng đá châu Phi 2015          |